# Saint-Seine-l'Abbaye
Saint-Seine-l'Abbaye è un comune francese di 407 abitanti situato nel dipartimento della Côte-d'Or nella regione della Borgogna-Franca Contea.
È capoluogo del cantone di Saint-Seine-l'Abbaye e della comunità di comuni coincidente con il cantone.
Si trova a 25 km a nord di Digione, a 475 m s.l.m. allo sbocco della valle del fiume Ougne, affluente dell'Ignon. Il paesaggio è costituito da foreste e altopiani coltivati. 

## Storia
Situata sulla via che collegava il sud mediterraneo con il nord della Francia, lungo la valle della Senna, fu sede di un'abbazia fondata nel 534 nella foresta di Cestres da san Seine (il cui nome originario era Sequanus o Sigo, figlio del conte di Mesmont e fattosi monaco nell'abbazia di Saint-Jean-de-Réome di Moutiers-Saint-Jean, morto nel 581).
L'abbazia, in origine Sainte-Marie de Cestres, prese in seguito il nome del fondatore, divenuto in seguito "Soigne" e poi "Seigne", infine assimilato al nome Seine del vicino fiume Senna. L'abbazia, distrutta da un saccheggio e ricostruita nel 981, ebbe il suo apogeo nel XIII secolo. Nel IX secolo vi fu monaco san Benedetto d'Aniane, riformatore benedettino.

## Monumenti e luoghi d'interesse
Conserva la chiesa abbaziale, costruita in stile gotico per volontà dell'abate Oliviero agli inizi del XIII secolo. Completata nel 1235 e distrutta in gran parte da un incendio già nel 1255, venne ricostruita nel corso del XIV e XV secolo ad opera degli abati Jean de Blaisy et Pierre de Fontette. Delle due torri previste sulla facciata solo quella sul lato nord venne completata nel 1484.
La chiesa si presenta a tre navate, quella centrale di quattro campate e conserva affreschi con Storie di san Seine datati al 1504 nel transetto nord e al 1521 nel transetto sud e gli stalli del coro ligneo, scolpiti nel XVIII secolo da Guillaume Theiss, artigiano lussemburghese. La chiesa e gli affreschi sono stati restaurati nel 1881
Le strutture del monastero si presentano nella ricostruzione del XVIII secolo. Tra i resti delle antiche fortificazioni abbaziali si conserva la "Porta del Leone", risalente al XV secolo.
Nel paese si trovano inoltre la "Grande-Fontaine", che alimentava il lavatoio pubblico, e la "Fontana della Samaritana" del XVII secolo.

## Società

### Evoluzione demografica
Abitanti censiti